# Myotis yoli
Myotis yoli es una especie de murciélago del género Myotis, ubicado en la familia de los vespertiliónidos. Habita en bosques húmedos en regiones templado-frías del sudoeste del Cono Sur de Sudamérica. 

## Taxonomía
Descripción original
Esta especie fue descrita originalmente en el año 2019 por los zoólogos Federico L. Agnolin, María R. Derguy, Ianina N. Godoy y Nicolás R. Chimento.
Localidad tipo
La localidad tipo referida es: “Puerto Radal, isla Victoria, departamento Los Lagos, provincia del Neuquén, Patagonia argentina”. Esta isla se sitúa en el lago Nahuel Huapi, dentro del parque nacional homónimo.
Holotipo
El ejemplar holotipo designado es el catalogado como: CFA-MA-5237; se trata de la piel rellena y cráneo de una hembra adulta, la cual midió 96 mm de largo total. Fue capturada por Julio Contreras el 12 de febrero de 1973, en ambiente de matorral espeso bajo bosque mixto. Se encuentra depositada en la colección de mastozoología de la Fundación de Historia Natural Félix de Azara (CFA-MA), ubicada en la ciudad de Buenos Aires, capital de la Argentina.
Etimología
Etimológicamente, el término genérico Myotis se construye con palabras del idioma griego, en donde: mys significa ‘ratón’ y ous, otos es ‘oreja’.
El epíteto específico yoli es un epónimo que refiere al apodo de la persona a quien fue dedicada, la naturalista argentina Yolanda Ester Davies, en reconocimiento por sus abundantes colectas zoológicas y su gran experiencia en la preparación de los materiales colectados.

## Características
Myotis yoli solo convive con otra especie del género Myotis, M. chiloensis, con la que guarda algunas similitudes craneanas, pero puede distinguirse por la coloración del pelaje.

## Distribución y hábitat
Este murciélago es endémico de los bosques subantárticos del noroeste de la Patagonia argentina, siendo muy raro, con registros confirmados solo en tres localidades de las provincias de Neuquén y Río Negro (Isla Victoria, Bariloche y Estancia “Fortín Chacabuco” del lago Lácar).